# كاتدرائية القديس باتريك (دبلن)
كاتدرائية القديس باتريك (بالأيرلندية: Ard-Eaglais Naomh Pádraig) في دبلن، أيرلندا، التي تأسست عام 1191، تعتبر الكاتدرائية الوطنية لكنيسة أيرلندا. هي أطول كنيسة (وليس كاتدرائية) في أيرلندا وأكبرها.
هي واحدة من أقدم كاتدرائيتين من كاتدرائيات القرون الوسطى في المدينة، والكاتدرائية الأخرى هي كاتدرائية كنيسة المسيح، التي هي أيضا الكاتدرائية الوطنية لكنيسة أيرلندا.